# Universal's Volcano Bay
Universal's Volcano Bay is een waterpark in de Amerikaanse stad Orlando en is onderdeel van Universal Orlando Resort.
Blikvanger van het attractiepark is de Krakatau. Een nagebouwde vulkaan met waterval van 61 meter hoog. Binnenin de vulkaan bevinden zich allerlei waterglijbanen. Rondom de Krakatau liggen diverse zwem- en golfslagbaden. Door het gehele park stroomt een kanaal, de Lazy River, waarin bezoekers zich door de rustige stroomversnelling kunnen laten meevoeren. Verder bevinden zich nog diverse horeca, stranden en souvenirwinkels. Het gehele park heeft als thema Polynesië en bestaat uit vier themagebieden.

## Geschiedenis
Universal kondigde in februari 2015 aan een nieuw waterpark te willen bouwen. Een paar maanden later begon de bouw, werd de naam van het waterpark bekendgemaakt en werd ook aangegeven dat het Volcano Bay het waterpark Wet 'n Wild zou vervangen. Uiteindelijk opende het $600 miljoen kostende waterpark op 25 mei 2017.

## Afbeeldingen

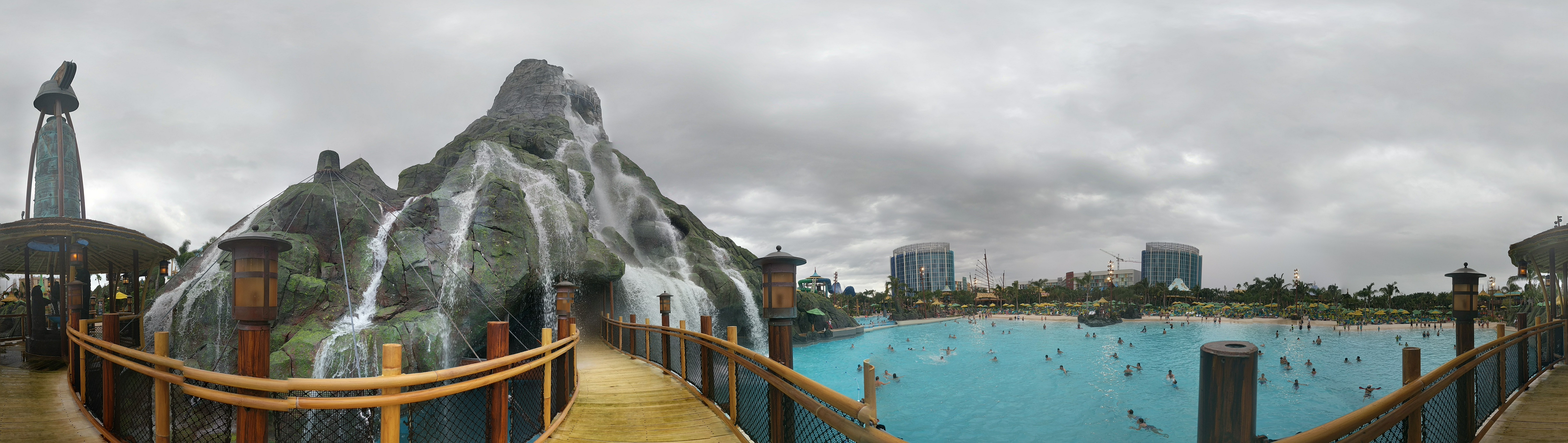
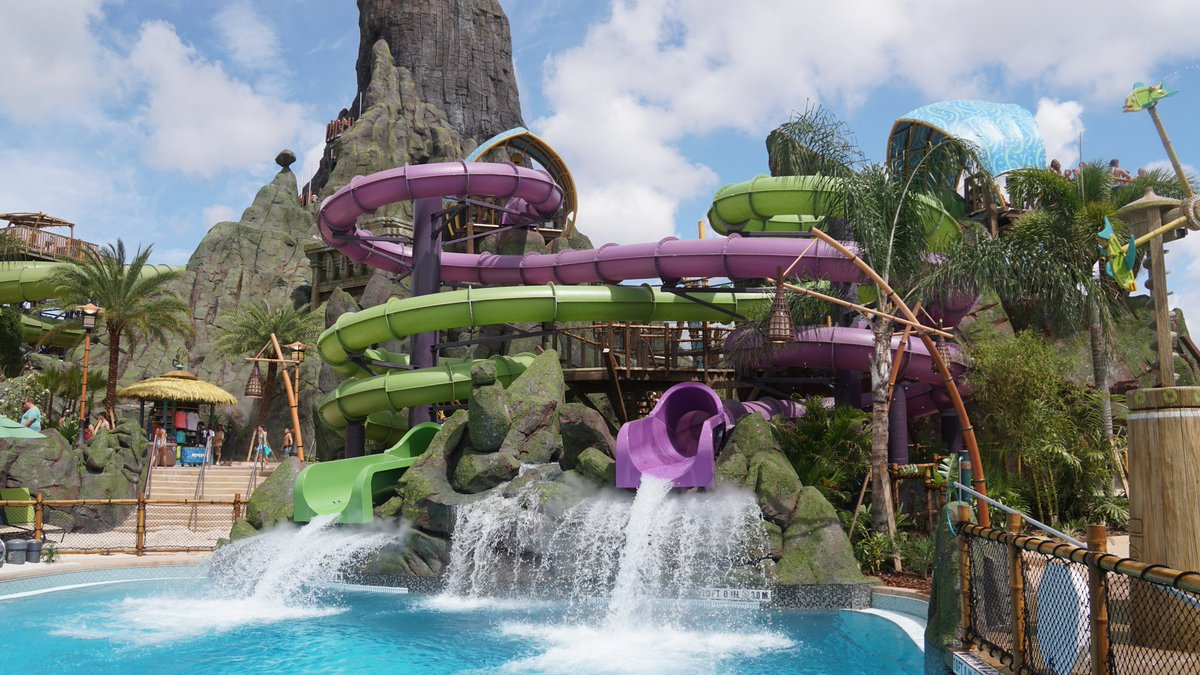
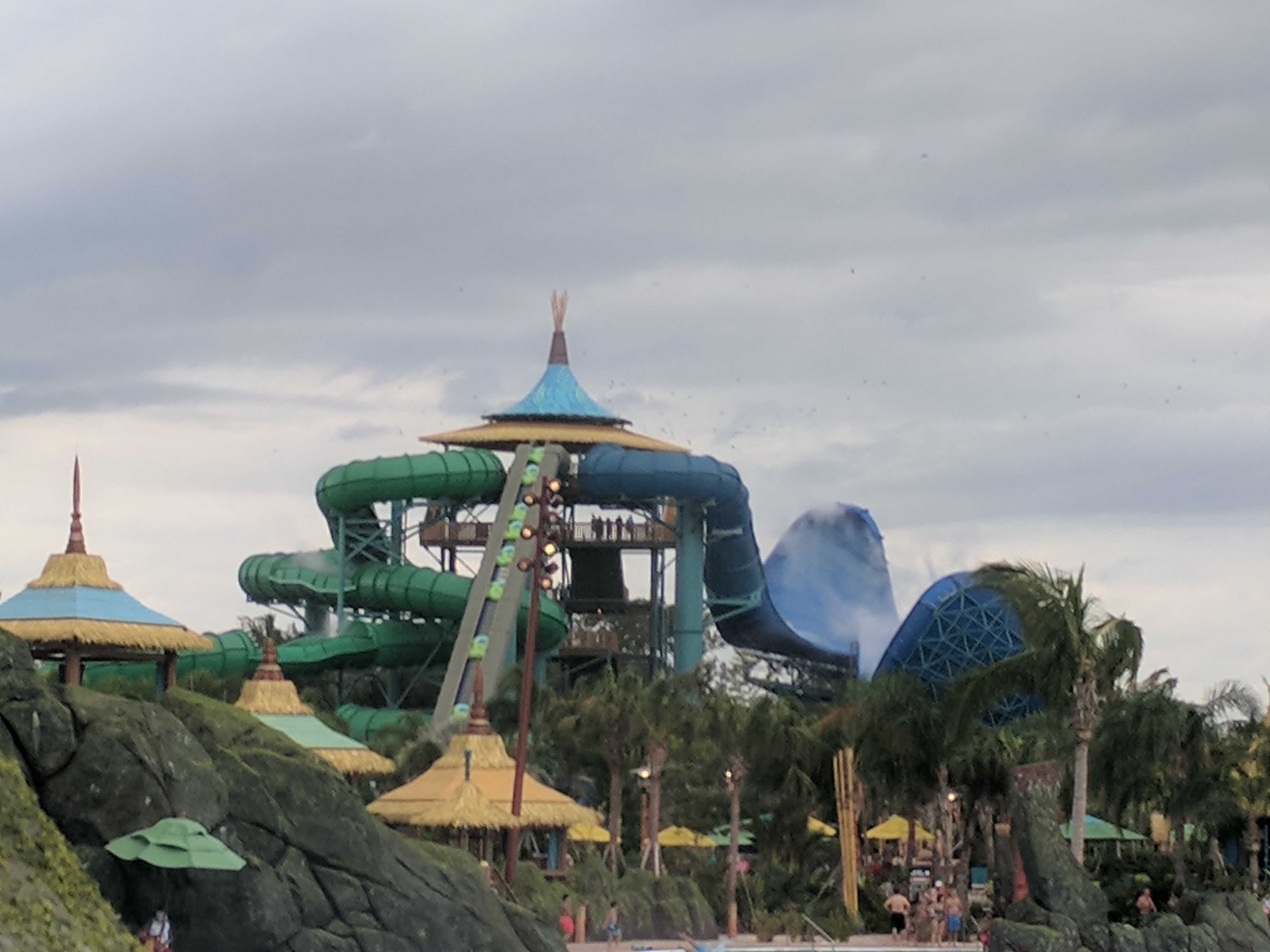
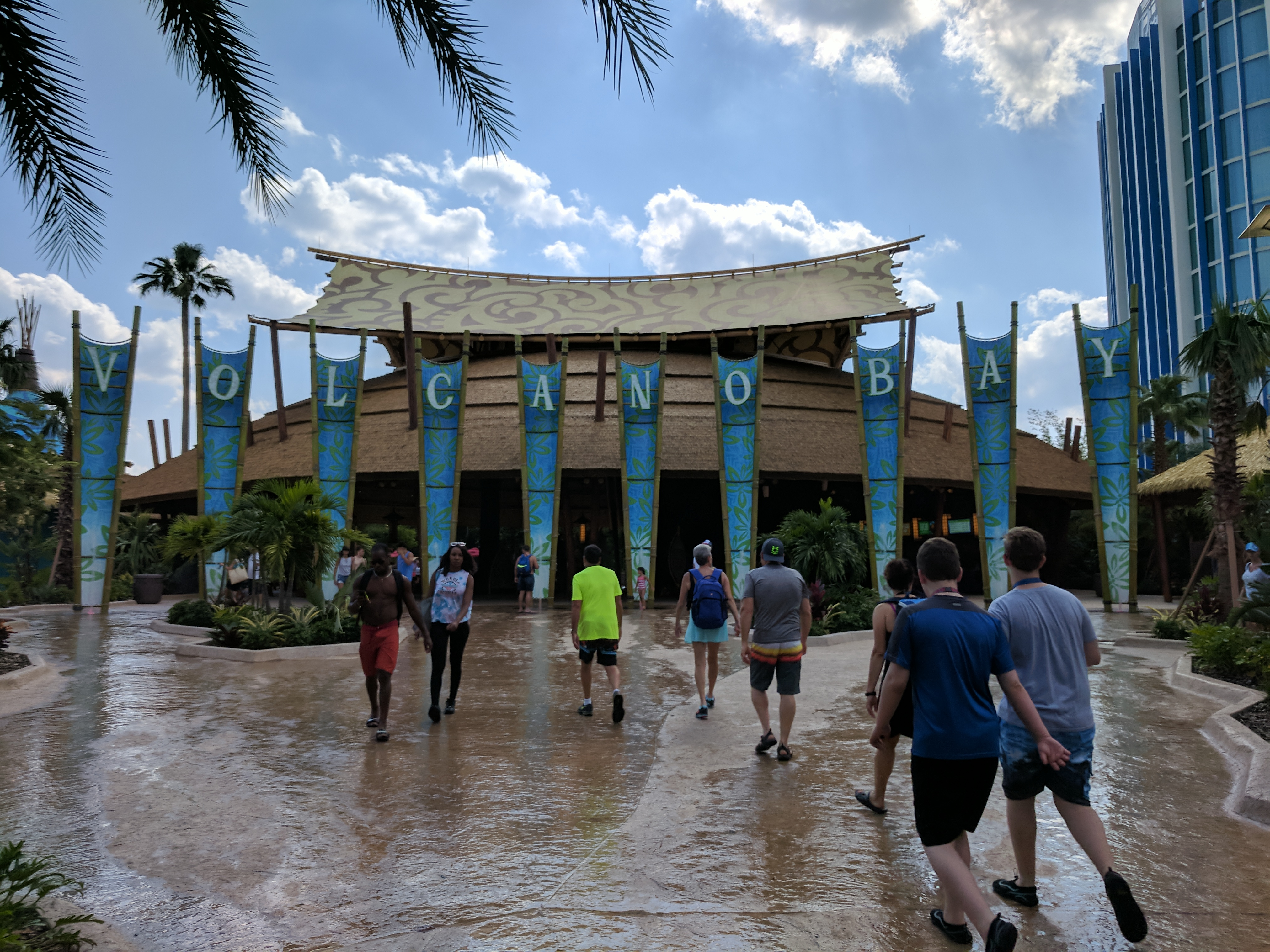
Entree
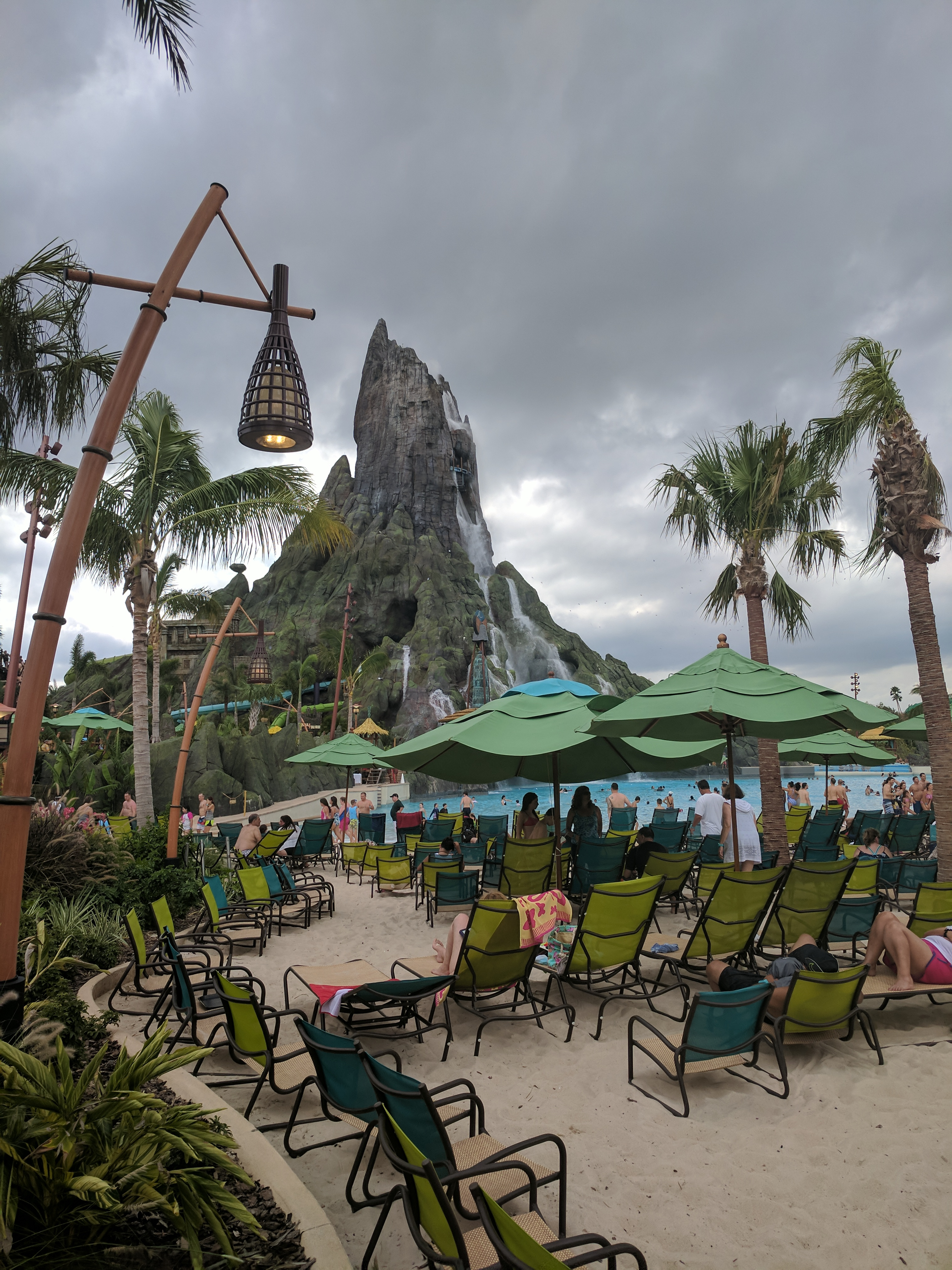
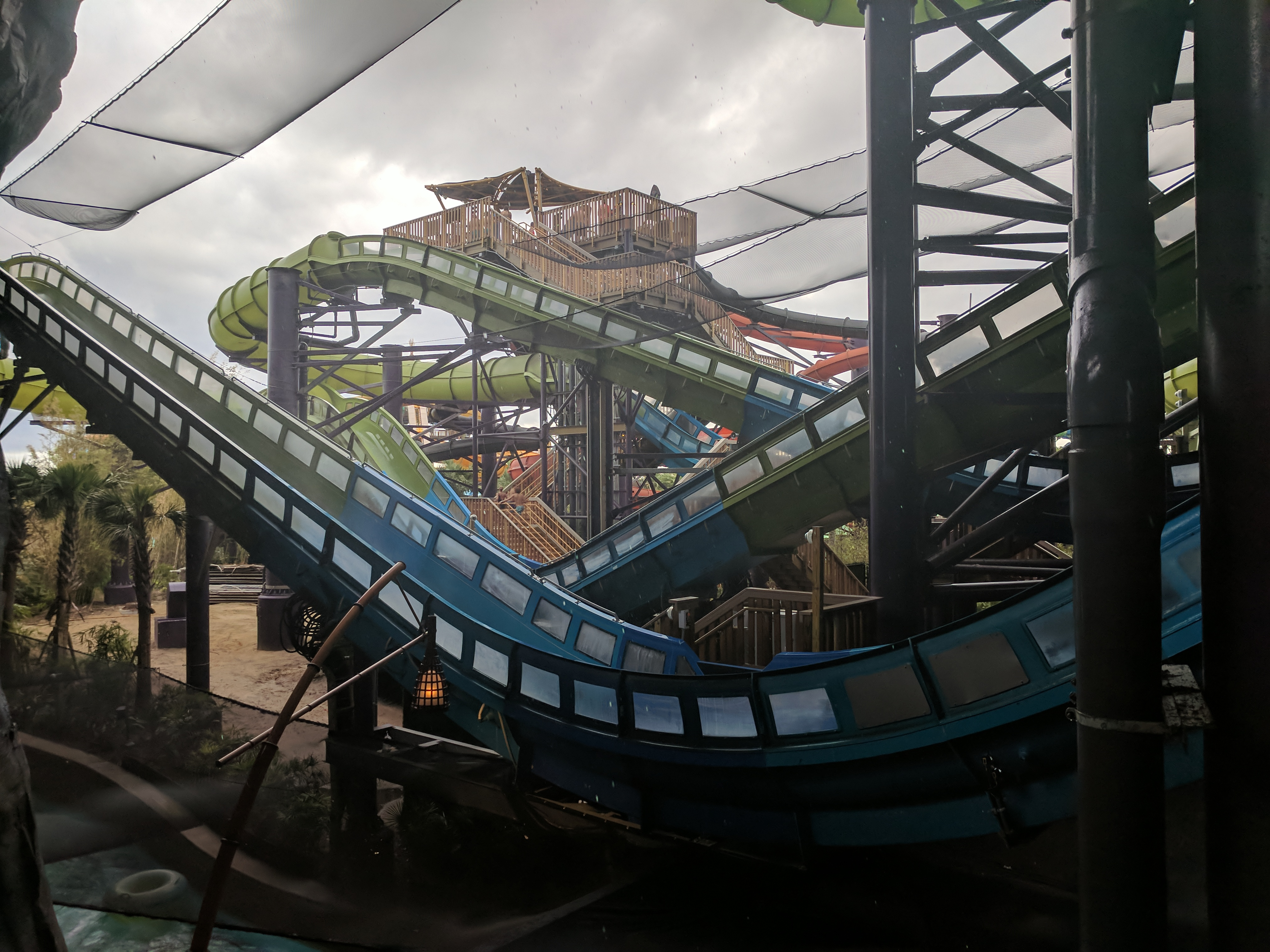
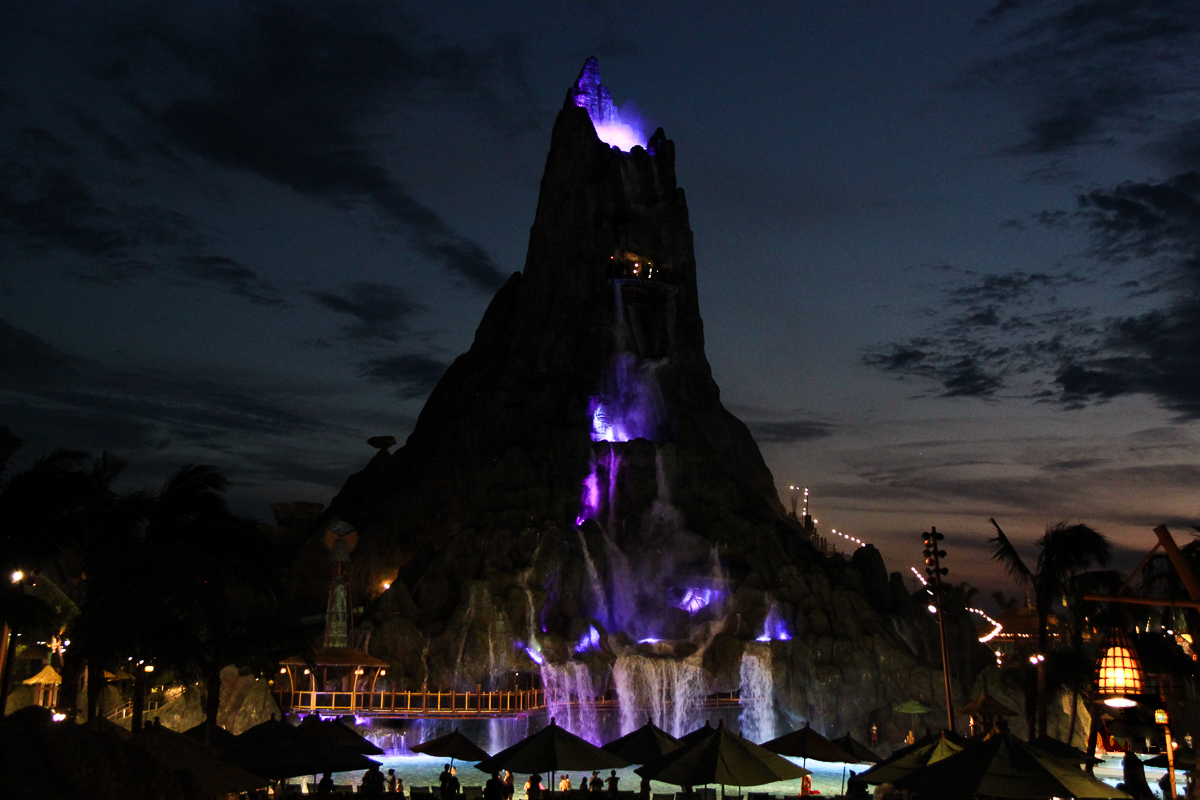